# اللاسلكي للهواة

الإشارة العالمية لهواية الراديو

هواية اللاسلكي أو هواية الراديو أو راديو الهواة (بالإنجليزية:  Amateur Radio)‏ هي هواية التخاطب بين الهواة باستخدام أجهزة الراديو اللاسلكية، وهي هواية منتشرة على مستوى العالم، ويبلغ عدد ممارسيها حوالى خمسه ملايـين شخص ما بين ممارس للهواية ومستمع، ويوجد لها جمعيات واتحادات تنظمها، ولها قوانينها وموجاتها الخاصة المختلفة عن موجات الإذاعات العامة.

## أهـدافـها
تنمية العلاقات والاتصالات بين مختلف شعوب العالم وتبادل الخبرة والمعرفة بينهم
و المساهمة في الظروف والحالات الطارئة
فقد قدم هواة اللاسلكي المساعدة في حالات عدة مثل اعصار جزر الكاريبي عام 1989 وزلزال الجزائر عام 1980

## تاريخ الهواية
في عام 1901 قام الإيطالي (ماركوني) بأول إرسال لاسلكي في العالم لمسافة 2200 ميل عبر الأطلسي 
وأثار الحدث تحمس العلماء، فقاموا بتكوين مجموعات، فتبلورت منها فكرة إقامة أندية لهواة اللاسلكي، وبعد إشهار عدة أندية في أمريكا وأوروبا وأستراليا، استطاع الهواة بعد تبادل الأفكار والمعلومات التقنية من تصميم وصنع أجهزة بسيطة وبجهود ذاتية، وتمكنوا من خلالها التخاطب مع الهواة في الأطراف الأخرى، وأيضا تمكنوا من تغطية مسافات بعيدة باستخدام الموجات الطويلة. 
وبازدياد الأندية والهواة دخلت الشركات التجارية في صنع وتطوير أجهزة ومعدات خاصة بالهواة. 
كما أن الأندية والجمعيات الوطنية تم التحامها ضمن منظمة عالمية لهواة اللاسلكي (الاتحاد الدولي لهواة اللاسلكي). 
وهكذا تم تنظيم الهواية عالميا بحيث أصدرت قوانين خاصة لممارستها وحددت موجات لاستخدام الهواة فقط
وتطورت الأجهزة والمعدات فمن الإرسال بشيفرة المورس إلى الإرسال الصوتي والتلفزيوني والمبرقة الكاتبة باللاسلكي، والدخول إلى مجال الاتصالات بالأقمار الصناعية والرقمية. 
وتم ادخال أنشطة ومسابقات سنوية بين هواة العالم. 
وأيضا تكونت فرق ومجموعات للمساعدة في الحالات الطارئة المختلفة.

## شروط الاتصال باللاسلكي
لا يمكن لأي شخص في العالم الإرسال باللاسلكي من دون الحصول على ترخيص مسبق من الجهات المعنية في دولته، ويجب أن يكون الترخيص مكتوبا باللغة الوطنية ولغة دولية واسعة الانتشار وأن يكون شاملا تفاصيل كاملة عن المحطة مثل اسمها وعلامة ندائها ودرجاتها والغرض من إنشائها ونوع الأجهزة المستعملة وقوتها، وكذلك الأجهزة الاحتياطية إن وجدت ويجب اجتياز ثلاثة امتحانات في اللاسلكي والإلكترونيات والقانون الدولي المنظم لاستخدام موجات الراديو والاختبار الثالث في شفرة مورس بسرعة عشر كلمات في الدقيقة.
كما يجب ألا يقل عمر المتقدم عن 16 سنة، وعند الموافقة على الترخيص يحصل الهاوي على علامة النداء التي ينبغي أن يستخدمها عند الإرسال للإعلان عن نفسه.

## وسائل الهواة للاتصال
- الاتصال بواسطة شفرة مورس.
- الاتصال بواسطة الانماط التماثلية.
- الاتصال بواسطة الأنماط الرقمية عبر الكمبيوتر.
- الاتصال بواسطة أقمار الهواة الصناعية:-

يتم الاتصال بهذه الاقمار وهي تعمل كمحولات فضائية أي تستقبل الإرسال وتعيد بثه، ومن الاقمار المفضلة لدى الهواة القمر السعودي اوسكر- 50

## أنشطة الهواة
* الدردشة الصوتية:-

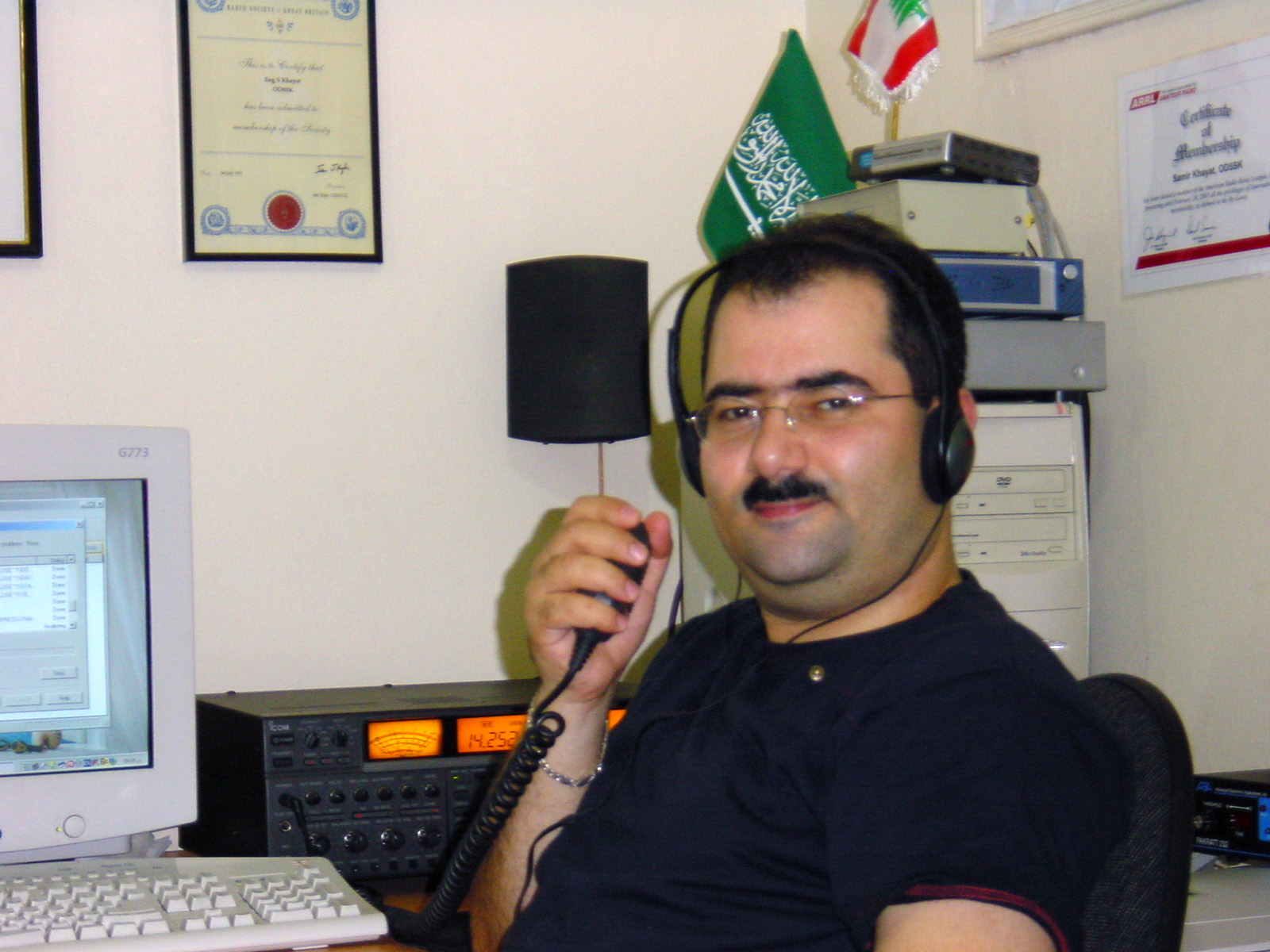
الهواة يتصلون بالهواة حول العالم

يستمتع الهواة بالدردشة الصوتية أو إجراء اتصالات مع الهواة حول العالم وعادة يكون الاتصال قصيراً أي يتضمن إشارة النداء للهواي المنادي والهواي الذي يرد عليه مع تقرير الإشارة والاسم ومكان الاتصال وينهي الاتصال لاجراء اتصال مع هاو آخر وعلى هذا النمط.
* تصنيع الهوائيات:-

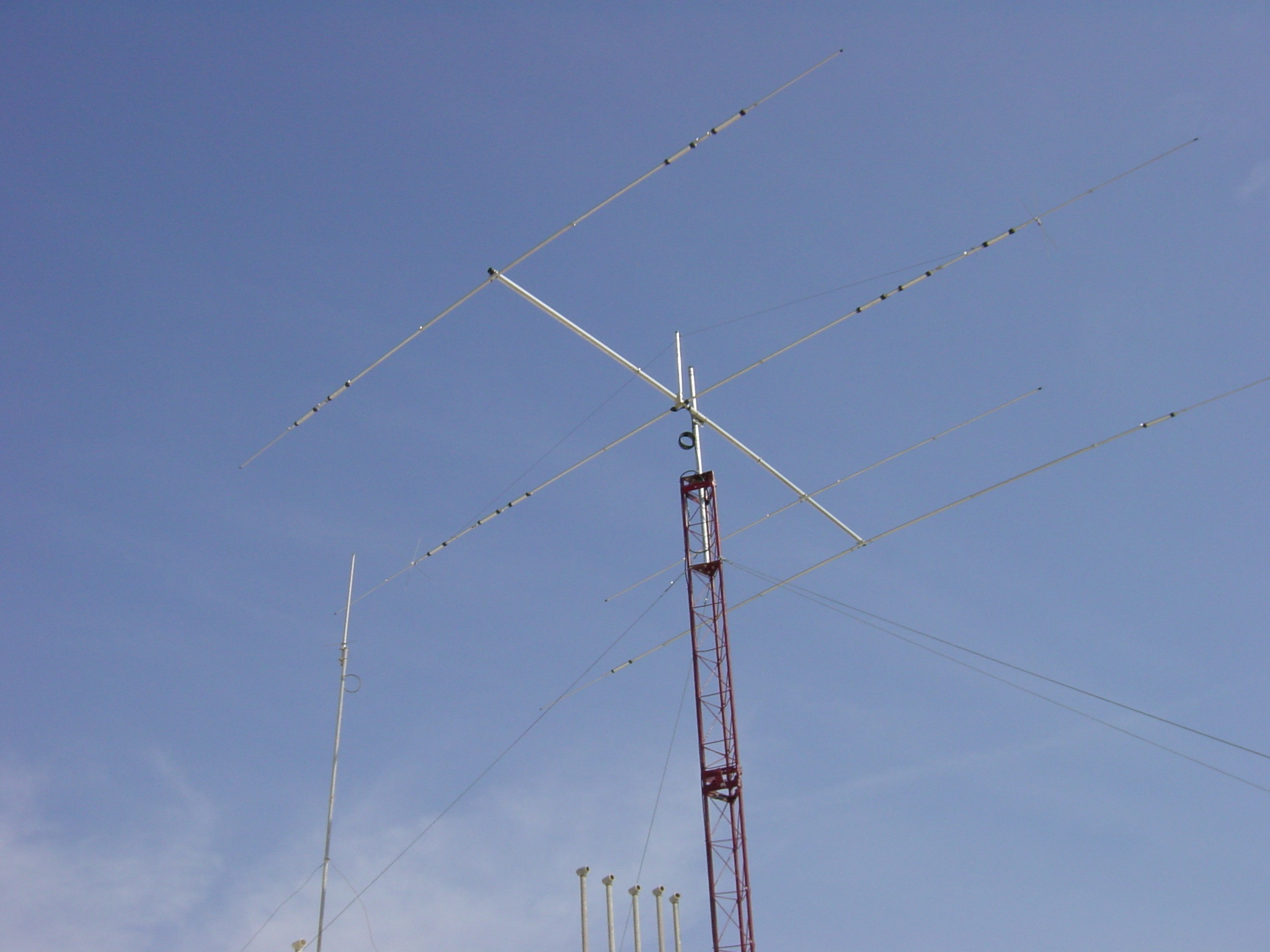
أحد هوائيات محطة الهاوي HZ1SK

يستمتع كثير من الهواة بتصنيع الهوائيات مختلفة الاحجام. ومن ظمنها هوائيات الإنترنت ويحاول الهواة على تصنيع ما هو مكافيء للهوائيات المصنعة من قبل الشركات الكبرى وما هو أفضل في الأداء من غيرها من الهوائيات
* المساعدة أوقات الطواريء في حال انقطاع وسائل الاتصالات العامة:-
حينما تتوقف كل وسائل الاتـصــال التي تتأثر بسـبب الأعـاصيـر، الزلازل، فيضـانات، وأسبـاب أخـرى كثيرة، يقع على عاتـق هـواة الـلاسلـكي ربط جميع الجهات المختصة بإقامة محطات لاسلكية ثابتة ومتنقلة..
باستعمال أجهزة وهوائيات بسيطة جدا، يتمكنون من إنشاء شبكة اتصالات، ويقومون بنقل وتحويل كافة الرسائل بين مختلف الجهات المختصة والعاملة أثناء تلك الحالات الطارئة.
يعتبر الهواة هذا العمل هو شرف كبير لهم، فخدمتهم في اوقات انقطاع وسائل الاتصالات العامة لما يملكونه من خبرة وتمرس عالي في مجال الاتصالات اللاسلكية هو اساس العمل التطوعي ولا تستغني عن خدماتهم الدول المتقدمة والنامية في ربط المحطات وتوصيل الرسائل وإرسال رسائل الإنذار والخطر.
* تصنيع وتركيب مختلف الدوائر الإلكترونية:-
الكثير من هواة الراديو هم من مهندسو الكهرباء، وإن كان الكثير منهم أيضاً يعمل طبيياً أو رجل أعمال فإن الكثير منهم يستمتع بتصنيع الدوائر الإلكترونية والتي عادة تكون في مجال الاتصالات اللاسلكية، ويعمد الكثير منهم إلى تعديل وإصلاح أجهزة الراديو القديمة أو الأجهزة الصالحة لزيادة كفائتها وقدرتها.
* الاستماع وعادة تتم من هواة الاستماع:-
هواة الاستماع تجد الكثير منهم منتشرون حول العالم بل والعديد من هواة الراديو تجد أن هواة الاستماع لديه تغلب على هواية التراسل لديه، والكثير من هواة الراديو يبدأ مشواره في الهواية بالاستماع على الترددات ثم يبدأ بالتراسل.

## وصلات خارجية
* موقع جمعية هواة اللاسلكى المصرية 
- موقع هواة اللاسلكي العرب - لاسلكي.نت
- موقع هاوى اللاسلكي اللبناني المهندس سمير خياط
- موقع هاوي اللاسلكي السعودي الكابتن عبد الحفيظ قشقري